# Савкино (Кубенский сельсовет)
Савкино — деревня в Вологодском районе Вологодской области.
Входит в состав Кубенского сельского поселения, с точки зрения административно-территориального деления — в Кубенский сельсовет.
Расстояние по автодороге до районного центра Вологды — 45 км, до центра муниципального образования Кубенского — 15 км.
По данным переписи в 2002 году постоянного населения не было.